# Atletica leggera ai Giochi della I Olimpiade - 100 metri piani
La gara dei 100 metri piani dei giochi della I Olimpiade si tenne il 6 aprile ad Atene, nello Stadio Panathinaiko, in occasione delle prime Olimpiadi dell'era moderna. Vi parteciparono quindici atleti provenienti da otto nazioni.

## Il punto tecnico
Il limite mondiale era 10"8, fissato da quattro atleti diversi tra il 1891 ed il 1895. Comunque, all'epoca la gara di velocità per eccellenza avveniva sulla distanza inglese delle 100 iarde.
Il campione inglese sulle 100 iarde era Charles Alfred Bradley, ma proprio nel 1896 venne squalificato per professionismo. Negli Stati Uniti, il campione in carica era Bernard Wefers, 23 anni, dominatore della velocità nel triennio 1895-97; tuttavia il club cui era iscritto Wefers non partecipò ai Giochi. Approfittando dell'assenza dei campioni nazionali, si iscrisse alla gara di sprint Tom Burke, il campione statunitense delle 440 iarde.
Il miglior tempo tra tutti gli iscritti era di un altro statunitense, Frank Lane, che aveva un personale di 10"2 sulle 100 iarde. I migliori tra gli europei erano i tedeschi Fritz Hofmann e Kurt Doerry (campione tedesco proprio nel 1896), accreditati entrambi di 10"4.
Il giorno prima delle gare si era abbattuta su Atene una pioggia torrenziale, che aveva reso quasi impraticabile il fondo già molle della pista. Non può sorprendere il fatto che i tempi della gara furono decisamente alti.

## Risultati
Risultavano iscritti ben 27 atleti, ma rinunciarono in dodici. I 15 partecipanti vennero divisi in tre batterie da 5 atleti ciascuna. Si qualificarono per la finale, prevista per il 10 aprile, i primi due di ciascuna serie.

### Batterie
Le batterie si disputano nel pomeriggio di lunedì 6 aprile. La I batteria, corsa alle 15:40, è passata alla storia come la prima gara in assoluto delle Olimpiadi moderne.

#### I batteria
Il primo pettorale col numero 1 della storia dei Giochi tocca al campione d'Ungheria, lo slovacco Alajos Szokoly.
Vinse agevolmente Frank Lane (USA); l'americano è anche l'unico ad adottare lo stile di partenza accovacciato. Sorprende l'eliminazione del campione tedesco in carica Doerry che, partito troppo lentamente e subito distaccato dai primi, si ritira non terminando la gara.
La partenza in posizione accovacciata prevedeva che l'atleta appoggiasse a terra anche le mani. Chiamata dagli americani "partenza su quattro", il primo sprinter a vincere il titolo nazionale fu John Owen (nato nel 1861), campione statunitense delle 100 iarde nel 1889 e nel 1890 (nell'89 vinse anche le 220 iarde). Il suo allenatore era Mike Murphy, tecnico all'Università di Yale. Questo stile destò grande curiosità ad Atene, sia da parte del pubblico che dei concorrenti europei, che non avevano mai visto partire uno sprinter in quella posizione.
| Pos | Paese       | Atleta         | Tempo     |
| --- | ----------- | -------------- | --------- |
| Q   | Stati Uniti | Frank Lane     | 12"2      |
| Q   | Ungheria    | Alajos Szokoly | 12"6      |
| 3   | Regno Unito | Charles Gmelin | a 1 iarda |
| 4   | Francia     | Adolphe Grisel | n/d       |
| -   | Germania    | Kurt Doerry    | r         |

#### II batteria
Il danese Eugen Schmidt, in corsia accanto a Thomas Curtis, voleva imitare la posizione di partenza dello statunitense, tuttavia, non sentendosi a suo agio nella posizione a terra, pensò bene di utilizzare due bastoncini come sostegno per le braccia nella posizione del "pronti". Il concorrente danese venne eliminato, la sua trovata non farà proseliti e rimarrà un "unicum" nella storia dello sprint olimpico.
Una delle posizioni di partenza più in uso a quel tempo è invece quella del greco Khalkokondylis, che correva in seconda corsia. Una gamba è sulla linea di partenza, l'altra è arretrata di un metro; l'atleta, in posizione eretta, è "di lato" rispetto alla pista. L'atleta si qualificò per la finale. Un altro stile di partenza molto diffuso in Europa era quello dell'atleta in quinta corsia, il britannico Elliot, le cui braccia, una avanti e una indietro, preparavano la posizione di corsa.
La partenza di questa batteria è stata immortalata dal fotografo tedesco Albert Meyer (1857-1924), e fu considerata a lungo, ma erroneamente, la foto della finale. In Europa questa foto fu pubblicata dalla rivista sportiva Allgemeine Sport Zeitung nel numero del 29 novembre 1896, attribuendole la sua giusta classificazione e fornendo, nella didascalia, l'esatta composizione. Lo stesso fece anche la rivista Sport im Bild nello stesso anno. Rimane un mistero, quindi, come mai si diffuse la falsa informazione che si trattasse della foto della finale.
| Pos | Paese       | Atleta                    | Tempo     |
| --- | ----------- | ------------------------- | --------- |
| Q   | Stati Uniti | Thomas Curtis             | 12"2      |
| Q   | Grecia      | Alexandros Chalkokondylīs | 12"6      |
| 3   | Regno Unito | Launceston Elliot         | a 1 iarda |
| 4   | Danimarca   | Eugen Schmidt             | n/d       |
| 5   | Regno Unito | George Marshall           | n/d       |

#### III batteria
Quasi tutti gli studiosi più autorevoli sono concordi nell'attribuire a Burke il tempo di 11"8. Solo il rapporto ufficiale della gara registra il tempo di 12 secondi netti.
| Pos | Paese       | Atleta              | Tempo |
| --- | ----------- | ------------------- | ----- |
| Q   | Stati Uniti | Tom Burke           | 11"8  |
| Q   | Germania    | Fritz Hofmann       | 12"6  |
| 3   | Germania    | Fritz Traun         | n/d   |
| 4   | Grecia      | Georgios Gennimatas | n/d   |
| 4   | Svezia      | Henrik Sjöberg      | n/d   |

### Finale
Stadio Panathinaiko, venerdì 10 aprile; ore 14:40.

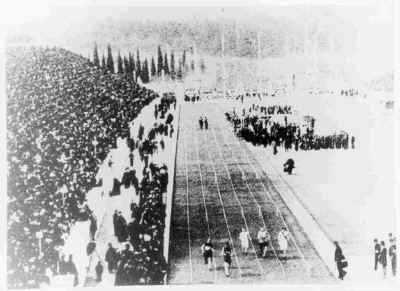
L'arrivo della finale dei 100 metri. L'immagine, di Albert Meyer, verrà pubblicata solo cinquant'anni dopo il suo scatto, inserita in un libro pubblicato in Germania da Karl Diem.

Il programma orario prevede che tutte le finali si disputino lo stesso giorno, venerdì 10, nel pomeriggio. Curtis si è qualificato sia nei 100 che nei 110 ostacoli, ma le due finali sono previste una subito dopo l'altra. L'allenatore del Boston Athletic Club tiene Curtis fuori dalla finale dei 100 piani perché in questa gara corre un altro forte atleta del club, Tom Burke.
Vista l'assenza di Curtis, si presentano alla partenza solo cinque finalisti su sei. L'ordine dei partenti è il seguente: in 2ª corsia Frank Lane, in 3ª Szokoly, in 4ª Khalkokondylis, in 5ª Burke e in 6ª Hofmann.
Nessuno compie false partenze. Il più veloce a scattare al via è l'ungherese Szokoly, che rimane in testa per i primi 20 m di gara ma poi viene ripreso da Hofmann e da Burke, che conducono la gara appaiati. Nei secondi 50 metri lo statunitense, grazie anche alla sua maggiore resistenza alla velocità (essendo specialista dei 400 m) stacca il tedesco andando a vincere con un buon margine di vantaggio. Szokoly mantiene la terza posizione, ma arriva nettamente staccato dai due. Su di lui stanno rinvenendo gli altri due concorrenti, Lane (terzo ex aequo) e Khalkokondylis. I tre finiscono quasi sulla stessa linea: infatti il loro tempo viene dato alla pari.
| Pos     | Paese       | Atleta                    | Età | Tempo |
| ------- | ----------- | ------------------------- | --- | ----- |
| Oro     | Stati Uniti | Tom Burke                 | 21  | 12"0  |
| Argento | Germania    | Fritz Hofmann             | 25  | 12"2  |
| Bronzo  | Ungheria    | Alajos Szokoly            | 25  | 12"6s |
| Bronzo  | Stati Uniti | Frank Lane                | 22  | 12"6s |
| 5       | Grecia      | Alexandros Chalkokondylīs | 16  | 12"6s |
| -       | Stati Uniti | Thomas Curtis             | 24  | dns   |